# Strumigenys mandibularis
Strumigenys mandibularis är en myrart som beskrevs av Smith 1860. Strumigenys mandibularis ingår i släktet Strumigenys och familjen myror. Inga underarter finns listade i Catalogue of Life.